# Manon Bertrand
Manon Bertrand (Luxemburg-Stad, 1954) is een Luxemburgs beeldhouwer en installatiekunstenaar.

## Leven en werk
Na het Lycée des Arts et Métiers in Luxemburg studeerde Bertrand aan de Koninklijke Academie voor Schone Kunsten van Brussel. Bij haar eindexamen in 1976 ontving Bertrand prijzen van de academie en de Koninklijke Vereniging van Beeldende Kunstenaars in België. Ze studeerde verder aan de École nationale supérieure d'Architecture et des Arts décoratifs in de Abdij Ter Kameren bij Brussel. Bertrand liep stage bij beeldhouwer Francisco Zúñiga in Mexico en was resident van de Cité Internationale des Arts in Parijs.
Bertrand maakt figuratieve en non-figuratieve sculpturen en installaties. De kunstenares exposeert haar werk sinds 1976 in binnen- en buiteland. Ze is lid en oud-bestuurslid van de kunstenaarsvereniging Cercle Artistique de Luxembourg.

## Enkele werken
- 1979 ambo met een voorstelling van Christus die de apostelen uitzendt, voor de decanaatskerk in Mersch.[8]
- 1987 sculptuur in de Jardín Jesús Reyes Heroles in Mexico-Stad.
- 1988-1989 Arbre des Droits de l'Homme et de l'Indépendance Nationale, 'Onafhanlijkheidsboom' in Schouweiler.[9]
- 1990-1991 beeldengroep met fontein in het park van Hesperange.
- 1992 Stèle du Souvenir, herdenkingsmonument in Roeser.
- 1993 sculptuur voor het Benelux-Bureau voor de Intellectuele Eigendom in Den Haag.
- 1997 stele voor de decanaatskerk in Niederwiltz.
- 2003-2004 Les lavandières, bronzen fontein in Remich.
- 2010-2012 Bichelgréitchen op de schoolcampus 'an der Dällt' in Munsbach.[10]

## Onderscheidingen
- Diplôme de Médaille de l'Association Royale des Artistes Professionnels de Belgique.

- Musée national d'archéologie, d'histoire et d'art: lkl004319